# Chen Naijin
Chen Naijin (ur. 2 marca 1976) – chiński zapaśnik walczący w stylu wolnym. Zajął 24. miejsce na mistrzostwach świata w 1997. Piąty na mistrzostwach Azji w 1995. Brązowy medalista igrzysk Azji Wschodniej w 1997 roku.